# Élections municipales de 2021 dans Roussillon
Pour un article plus général, voir Élections municipales de 2021 en Montérégie.
Cet article concerne les élections municipales de 2021 en Montérégie dans la municipalité régionale de comté de Roussillon.

## Candiac
|             | Élection (2017) | Dissolution (2021)                                                                                                  | Élection (2021) |
| Maire       | Normand Dyotte | Normand Dyotte | Normand Dyotte |
| Conseillers | Mélanie Roldan Vincent Chatel Kevin Vocino Jean-Michel Roy Marie-Josée Lemieux Anne Scott Daniel Grenier Devon Reid | Mélanie Roldan Vincent Chatel Kevin Vocino Jean-Michel Roy Marie-Josée Lemieux Anne Scott Daniel Grenier Devon Reid | Mélanie Roldan Vincent Chatel Kevin Vocino Jean-Michel Roy Marie-Josée Lemieux Anne Scott Daniel Grenier Chantal Goyette |

| Taux de participation :                | Taux de participation :                | Taux de participation :                | Taux de participation :                | Taux de participation :                | 38,8 % |
| Nombre de votes valides :              | Nombre de votes valides :              | Nombre de votes valides :              | Nombre de votes valides :              | Nombre de votes valides :              | 6 190  |
| Nombre de votes rejetées à la mairie : | Nombre de votes rejetées à la mairie : | Nombre de votes rejetées à la mairie : | Nombre de votes rejetées à la mairie : | Nombre de votes rejetées à la mairie : | 95     |
| Nombre d'électeurs inscrits :          | Nombre d'électeurs inscrits :          | Nombre d'électeurs inscrits :          | Nombre d'électeurs inscrits :          | Nombre d'électeurs inscrits :          | 16 197 |

| Partis | Partis                | Candidats pour la mairie | Vote  | %     |
| ------ | --------------------- | ------------------------ | ----- | ----- |
|        | Équipe Action Candiac | Normand Dyotte (Sortant) | 4 376 | 70,69 |
|        | Équipe Smith          | David Smith              | 1 814 | 29,31 |

| Partis | Partis                | Candidats district Promenade (1) | Vote | %     |
| ------ | --------------------- | -------------------------------- | ---- | ----- |
|        | Équipe Action Candiac | Mélanie Roldan (Sortante)        | 600  | 66,59 |
|        | Équipe Smith          | Dominique Paré                   | 301  | 33,41 |

| Partis | Partis                | Candidats district Champlain (2) | Vote | %     |
| ------ | --------------------- | -------------------------------- | ---- | ----- |
|        | Équipe Action Candiac | Vincent Chatel (Sortant)         | 321  | 55,06 |
|        | Équipe Smith          | Lisa Fitzgerald                  | 262  | 44,94 |

| Partis | Partis                | Candidats district Saint-Laurent (3) | Vote            | %               |
| ------ | --------------------- | ------------------------------------ | --------------- | --------------- |
|        | Équipe Action Candiac | Kevin Vocino (Sortant)               | Sans opposition | Sans opposition |

| Partis | Partis                | Candidats district Fouquet (4) | Vote | %     |
| ------ | --------------------- | ------------------------------ | ---- | ----- |
|        | Équipe Action Candiac | Jean-Michel Roy (Sortant)      | 411  | 64,02 |
|        | Équipe Smith          | Ashly Adrian Gutierrez         | 191  | 29,75 |
|        | Indépendant           | CJ Jerome                      | 40   | 6,23  |

| Partis | Partis                | Candidats district Jean-Leman (5) | Vote | %     |
| ------ | --------------------- | --------------------------------- | ---- | ----- |
|        | Équipe Action Candiac | Marie-Josée Lemieux (Sortante)    | 575  | 80,65 |
|        | Équipe Smith          | Vladimir Dvorak                   | 138  | 19,35 |

| Partis | Partis                | Candidats district Montcalm (6) | Vote | %     |
| ------ | --------------------- | ------------------------------- | ---- | ----- |
|        | Équipe Action Candiac | Anne Scott (Sortante)           | 679  | 67,63 |
|        | Équipe Smith          | Corinne Roche                   | 325  | 32,37 |

| Partis | Partis                | Candidats district Deauville (7) | Vote | %     |
| ------ | --------------------- | -------------------------------- | ---- | ----- |
|        | Équipe Action Candiac | Daniel Grenier (Sortante)        | 580  | 80,00 |
|        | Équipe Smith          | Chantal Boisseau                 | 145  | 20,00 |

| Partis | Partis                | Candidats district De la Gare (8) | Vote | %     |
| ------ | --------------------- | --------------------------------- | ---- | ----- |
|        | Équipe Action Candiac | Chantal Goyette                   | 520  | 64,84 |
|        | Indépendant           | Devon Reid                        | 282  | 35,16 |

## Châteauguay
|             | Élection (2017) | Dissolution (2021) | Élection (2021) |
| Maire       | Pierre-Paul Routhier | Pierre-Paul Routhier | Éric Allard |
| Conseillers | Pierre-Paul Routhier Michel Enault Éric Corbeil Lucie Laberge Marcel Deschamps Mike Gendron Éric Allard François Le Borgne | Pierre-Paul Routhier Michel Enault Éric Corbeil Lucie Laberge Marcel Deschamps Mike Gendron Éric Allard François Le Borgne | Barry Doyle Arlene Bryant Éric Corbeil Lucie Laberge Marie-Louise Kerneis Mike Gendron Luc Daoust François Le Borgne |

| Taux de participation :                | Taux de participation :                | Taux de participation :                | Taux de participation :                | Taux de participation :                | 32,6 % |
| Nombre de votes valides :              | Nombre de votes valides :              | Nombre de votes valides :              | Nombre de votes valides :              | Nombre de votes valides :              | 11 875 |
| Nombre de votes rejetées à la mairie : | Nombre de votes rejetées à la mairie : | Nombre de votes rejetées à la mairie : | Nombre de votes rejetées à la mairie : | Nombre de votes rejetées à la mairie : | 154    |
| Nombre d'électeurs inscrits :          | Nombre d'électeurs inscrits :          | Nombre d'électeurs inscrits :          | Nombre d'électeurs inscrits :          | Nombre d'électeurs inscrits :          | 36 907 |

| Partis | Partis                                                    | Candidats pour la mairie               | Vote  | %     |
| ------ | --------------------------------------------------------- | -------------------------------------- | ----- | ----- |
|        | Alliance Châteauguay - Équipe Éric Allard Team            | Éric Allard (Sortant d'un autre poste) | 6 350 | 53,47 |
|        | Action citoyenne/Citizens' Action - Équipe Nathalie Simon | Nathalie Simon                         | 3 359 | 28,29 |
|        | Impact Châteauguay - Équipe Lamoureux                     | Lucie Lamoureux                        | 2 166 | 18,24 |

| Partis | Partis                                                    | Candidats district 1 - de La Noue | Vote | %     |
| ------ | --------------------------------------------------------- | --------------------------------- | ---- | ----- |
|        | Alliance Châteauguay - Équipe Éric Allard Team            | Barry Doyle (Sortant)             | 697  | 47,06 |
|        | Impact Châteauguay - Équipe Lamoureux                     | Marc Lavigne                      | 479  | 32,34 |
|        | Action citoyenne/Citizens' Action - Équipe Nathalie Simon | Nick Minotti                      | 305  | 20,59 |

| Partis | Partis                                                    | Candidats district 2 - du Filgate | Vote | %     |
| ------ | --------------------------------------------------------- | --------------------------------- | ---- | ----- |
|        | Alliance Châteauguay - Équipe Éric Allard Team            | Arlene Bryant                     | 764  | 59,27 |
|        | Impact Châteauguay - Équipe Lamoureux                     | Michel Énault (Sortant)           | 293  | 22,73 |
|        | Action citoyenne/Citizens' Action - Équipe Nathalie Simon | Patricia Martineau                | 232  | 18,00 |

| Partis | Partis                                                    | Candidats district 3 - de Robutel | Vote | %     |
| ------ | --------------------------------------------------------- | --------------------------------- | ---- | ----- |
|        | Alliance Châteauguay - Équipe Éric Allard Team            | Éric Corbeil (Sortant)            | 889  | 68,49 |
|        | Action citoyenne/Citizens' Action - Équipe Nathalie Simon | Samuel Quansah                    | 240  | 18,49 |
|        | Impact Châteauguay - Équipe Lamoureux                     | Luc Létourneau                    | 169  | 13,02 |

| Partis | Partis                                                    | Candidats district 4 - de Bumbray | Vote | %     |
| ------ | --------------------------------------------------------- | --------------------------------- | ---- | ----- |
|        | Alliance Châteauguay - Équipe Éric Allard Team            | Lucie Laberge (Sortant)           | 859  | 59,16 |
|        | Action citoyenne/Citizens' Action - Équipe Nathalie Simon | Madeleine Chalmel                 | 370  | 25,48 |
|        | Impact Châteauguay - Équipe Lamoureux                     | Joseph Horvat                     | 223  | 15,36 |

| Partis | Partis                                                    | Candidats district 5 - de Salaberry | Vote | %     |
| ------ | --------------------------------------------------------- | ----------------------------------- | ---- | ----- |
|        | Alliance Châteauguay - Équipe Éric Allard Team            | Marie-Louise Kerneis                | 573  | 47,91 |
|        | Action citoyenne/Citizens' Action - Équipe Nathalie Simon | Sandrine Lacoste-Bissonnette        | 367  | 30,69 |
|        | Impact Châteauguay - Équipe Lamoureux                     | Doreen E. Scalia King               | 256  | 21,40 |

| Partis | Partis                                                    | Candidats district 6 - de Lang | Vote  | %     |
| ------ | --------------------------------------------------------- | ------------------------------ | ----- | ----- |
|        | Alliance Châteauguay - Équipe Éric Allard Team            | Mike Gendron (Sortant)         | 1 170 | 67,59 |
|        | Action citoyenne/Citizens' Action - Équipe Nathalie Simon | Michael McGinn                 | 345   | 19,93 |
|        | Impact Châteauguay - Équipe Lamoureux                     | Asha Callichurn                | 216   | 12,48 |

| Partis | Partis                                                    | Candidats district 7 - de Le Moyne | Vote | %     |
| ------ | --------------------------------------------------------- | ---------------------------------- | ---- | ----- |
|        | Alliance Châteauguay - Équipe Éric Allard Team            | Luc Daoust                         | 861  | 53,78 |
|        | Action citoyenne/Citizens' Action - Équipe Nathalie Simon | Yvon Girard                        | 443  | 27,67 |
|        | Impact Châteauguay - Équipe Lamoureux                     | Denis Barbeau                      | 297  | 18,55 |

| Partis | Partis                                                    | Candidats district 8 - D'Youville | Vote | %     |
| ------ | --------------------------------------------------------- | --------------------------------- | ---- | ----- |
|        | Indépendant                                               | François Le Borgne (Sortant)      | 682  | 39,49 |
|        | Alliance Châteauguay - Équipe Éric Allard Team            | Sylvie Castonguay                 | 494  | 28,60 |
|        | Action citoyenne/Citizens' Action - Équipe Nathalie Simon | Mathieu Durivage                  | 289  | 16,73 |
|        | Impact Châteauguay - Équipe Lamoureux                     | Michel Thibault                   | 262  | 15,17 |

## Delson
|             | Élection (2017)                                                                                          | Dissolution (2021)                                                                                       | Élection (2021)                                                                                            |
| Maire       | Christian Ouellette                                                                                      | Christian Ouellette                                                                                      | Christian Ouellette                                                                                        |
| Conseillers | Jean-Michel Pepin Paul Jones Eric Lecourtois Réal Langlais Sylvie Lapierre P. Lorraine St. James Lapalme | Jean-Michel Pepin Paul Jones Eric Lecourtois Réal Langlais Sylvie Lapierre P. Lorraine St. James Lapalme | Éric Lecourtois Jean-Michel Pepin Marcelina Jugureanu Claude-Marc Raymond Réal Langlais Nathalie Thauvette |

| Taux de participation :                | Taux de participation :                | Taux de participation :                | Taux de participation :                | Taux de participation :                | 29,7 % |
| Nombre de votes valides :              | Nombre de votes valides :              | Nombre de votes valides :              | Nombre de votes valides :              | Nombre de votes valides :              | 1 843  |
| Nombre de votes rejetées à la mairie : | Nombre de votes rejetées à la mairie : | Nombre de votes rejetées à la mairie : | Nombre de votes rejetées à la mairie : | Nombre de votes rejetées à la mairie : | 26     |
| Nombre d'électeurs inscrits :          | Nombre d'électeurs inscrits :          | Nombre d'électeurs inscrits :          | Nombre d'électeurs inscrits :          | Nombre d'électeurs inscrits :          | 6 303  |

| Partis | Partis          | Candidats pour la mairie      | Vote  | %     |
| ------ | --------------- | ----------------------------- | ----- | ----- |
|        | Alliance Delson | Christian Ouellette (Sortant) | 1 575 | 85,46 |
|        | Indépendant     | Jacques J. Trudeau            | 268   | 14,54 |

| Partis | Partis          | Candidats District 1                       | Vote            | %               |
| ------ | --------------- | ------------------------------------------ | --------------- | --------------- |
|        | Alliance Delson | Éric Lecourtois (Sortant d'un autre poste) | Sans opposition | Sans opposition |

| Partis | Partis          | Candidats District 2                         | Vote            | %               |
| ------ | --------------- | -------------------------------------------- | --------------- | --------------- |
|        | Alliance Delson | Jean-Michel Pépin (Sortant d'un autre poste) | Sans opposition | Sans opposition |

| Partis | Partis          | Candidats District 3 | Vote            | %               |
| ------ | --------------- | -------------------- | --------------- | --------------- |
|        | Alliance Delson | Marcelina Jugureanu  | Sans opposition | Sans opposition |

| Partis | Partis          | Candidats District 4 | Vote | %     |
| ------ | --------------- | -------------------- | ---- | ----- |
|        | Alliance Delson | Claude-Marc Raymond  | 236  | 75,16 |
|        | Indépendante    | Sylvie Lapierre      | 78   | 24,84 |

| Partis | Partis          | Candidats District 5                     | Vote            | %               |
| ------ | --------------- | ---------------------------------------- | --------------- | --------------- |
|        | Alliance Delson | Réal Langlais (Sortant d'un autre poste) | Sans opposition | Sans opposition |

| Partis | Partis          | Candidats District 6 | Vote            | %               |
| ------ | --------------- | -------------------- | --------------- | --------------- |
|        | Alliance Delson | Nathalie Thauvette   | Sans opposition | Sans opposition |

## La Prairie
|             | Élection (2017) | Dissolution (2021) | Élection (2021) |
| Maire       | Donat Serres | Donat Serres | Frédéric Galantai |
| Conseillers | Allen Scott Christian Caron Ian Rajotte Marie-Ève Plante-Hébert Julie Gauthier Pierre Vocino Paule Fontaine Denis Girard | Allen Scott Christian Caron Ian Rajotte Marie-Ève Plante-Hébert Julie Gauthier Pierre Vocino Paule Fontaine Denis Girard | Vincent Noël Patrick Dion Karine Laroche Marie-Ève Plante-Hébert Sylvie Major Julie Simoneau Paule Fontaine Denis Girard |

| Taux de participation :                | Taux de participation :                | Taux de participation :                | Taux de participation :                | Taux de participation :                | 40,0 % |
| Nombre de votes valides :              | Nombre de votes valides :              | Nombre de votes valides :              | Nombre de votes valides :              | Nombre de votes valides :              | 7 622  |
| Nombre de votes rejetées à la mairie : | Nombre de votes rejetées à la mairie : | Nombre de votes rejetées à la mairie : | Nombre de votes rejetées à la mairie : | Nombre de votes rejetées à la mairie : | 77     |
| Nombre d'électeurs inscrits :          | Nombre d'électeurs inscrits :          | Nombre d'électeurs inscrits :          | Nombre d'électeurs inscrits :          | Nombre d'électeurs inscrits :          | 19 236 |

| Partis | Partis                                              | Candidats pour la mairie | Vote  | %     |
| ------ | --------------------------------------------------- | ------------------------ | ----- | ----- |
|        | Place aux citoyens                                  | Frédéric Galantai        | 3 734 | 48,99 |
|        | Équipe Donat Serres                                 | Donnat Serres (Sortant)  | 3 275 | 42,97 |
|        | Équipe Barbara Joannette Ensemble pour les citoyens | Barbara Joannette        | 613   | 8,04  |

| Partis | Partis                                              | Candidats district 1 - de la Milice | Vote | %     |
| ------ | --------------------------------------------------- | ----------------------------------- | ---- | ----- |
|        | Place aux citoyens                                  | Vincent Noël                        | 596  | 70,45 |
|        | Équipe Donat Serres                                 | Geneviève Rousseau                  | 220  | 26,00 |
|        | Équipe Barbara Joannette Ensemble pour les citoyens | Mitra Esfahani Fard                 | 30   | 3,55  |

| Partis | Partis                                              | Candidats district 2 - du Christ-Roi | Vote | %     |
| ------ | --------------------------------------------------- | ------------------------------------ | ---- | ----- |
|        | Équipe Donat Serres                                 | Patrick Dion                         | 281  | 38,18 |
|        | Indépendant                                         | Normand Bigonnesse                   | 234  | 31,76 |
|        | Place aux citoyens                                  | Michel Bergeron                      | 187  | 25,41 |
|        | Équipe Barbara Joannette Ensemble pour les citoyens | Nadine Grisanti                      | 34   | 4,62  |

| Partis | Partis                                              | Candidats district 3 - Vieux La Prairie | Vote | %     |
| ------ | --------------------------------------------------- | --------------------------------------- | ---- | ----- |
|        | Place aux citoyens                                  | Karine Laroche                          | 362  | 47,95 |
|        | Équipe Donat Serres                                 | Ian Rajotte (Sortant)                   | 333  | 44,11 |
|        | Équipe Barbara Joannette Ensemble pour les citoyens | Josée St-Pierre                         | 60   | 7,95  |

| Partis | Partis                                              | Candidats district 4 - de la Citière | Vote | %     |
| ------ | --------------------------------------------------- | ------------------------------------ | ---- | ----- |
|        | Équipe Donat Serres                                 | Marie Eve Plante-Hébert              | 479  | 59,50 |
|        | Place aux citoyens                                  | Simon Tessier                        | 243  | 30,19 |
|        | Équipe Barbara Joannette Ensemble pour les citoyens | Martha Cecilia Benavides             | 83   | 10,31 |

| Partis | Partis                                              | Candidats district 5 - de la Clairière | Vote | %     |
| ------ | --------------------------------------------------- | -------------------------------------- | ---- | ----- |
|        | Place aux citoyens                                  | Sylvie Major                           | 491  | 59,23 |
|        | Équipe Donat Serres                                 | Julie Gauthier (Sortante)              | 299  | 36,07 |
|        | Équipe Barbara Joannette Ensemble pour les citoyens | Michel Gatien                          | 39   | 4,70  |

| Partis | Partis                                              | Candidats district 6 - de la Magdeleine | Vote | %     |
| ------ | --------------------------------------------------- | --------------------------------------- | ---- | ----- |
|        | Place aux citoyens                                  | Julie Simoneau                          | 574  | 46,18 |
|        | Équipe Donat Serres                                 | Pierre Vocino (Sortant)                 | 555  | 44,65 |
|        | Équipe Barbara Joannette Ensemble pour les citoyens | Ghislain Lejeune                        | 114  | 9,17  |

| Partis | Partis                                              | Candidats district 7 - de la Bataille | Vote | %     |
| ------ | --------------------------------------------------- | ------------------------------------- | ---- | ----- |
|        | Équipe Donat Serres                                 | Paule Fontaine (Sortante)             | 493  | 49,70 |
|        | Place aux citoyens                                  | Andrée Gendron                        | 413  | 41,63 |
|        | Équipe Barbara Joannette Ensemble pour les citoyens | Marco Gargantini                      | 86   | 8,67  |

| Partis | Partis                                              | Candidats district 8 - de la Briqueterie | Vote | %     |
| ------ | --------------------------------------------------- | ---------------------------------------- | ---- | ----- |
|        | Place aux citoyens                                  | Denis Girard (Sortant)                   | 920  | 65,16 |
|        | Équipe Donat Serres                                 | Jonathan Trottier                        | 289  | 20,47 |
|        | Indépendant                                         | Giovanni Giummarra                       | 129  | 9,14  |
|        | Équipe Barbara Joannette Ensemble pour les citoyens | Ralitza Dimitrova                        | 74   | 5,24  |

## Léry
|             | Élection (2017)                                                                    | Dissolution (2021)                                                        | Élection (2021)                                                                           |
| Maire       | Walter Letham                                                                      | Walter Letham                                                             | Kevin Boyle                                                                               |
| Conseillers | Gérald Ranger Michel Robillard Éric Pinard Paul Leclaire Eric Parent Johanne Dutil | Gérald Ranger 'Vacant Éric Pinard Paul Leclaire Eric Parent Johanne Dutil | Gérald Ranger Marie-Chantal Laberge Éric Pinard Daniel Proulx Liette Lamarre Léon Leclerc |

| Taux de participation :                | Taux de participation :                | Taux de participation :                | Taux de participation :                | Taux de participation :                | 66,7 % |
| Nombre de votes valides :              | Nombre de votes valides :              | Nombre de votes valides :              | Nombre de votes valides :              | Nombre de votes valides :              | 1 250  |
| Nombre de votes rejetées à la mairie : | Nombre de votes rejetées à la mairie : | Nombre de votes rejetées à la mairie : | Nombre de votes rejetées à la mairie : | Nombre de votes rejetées à la mairie : | 20     |
| Nombre d'électeurs inscrits :          | Nombre d'électeurs inscrits :          | Nombre d'électeurs inscrits :          | Nombre d'électeurs inscrits :          | Nombre d'électeurs inscrits :          | 1 905  |

| Partis | Partis                 | Candidats pour la mairie | Vote | %     |
| ------ | ---------------------- | ------------------------ | ---- | ----- |
|        | Ensemble Vert L'Avenir | Kevin Boyle              | 703  | 56,24 |
|        | Indépendant            | Walter Letham (Sortant)  | 547  | 43,76 |

| Candidats district 1 - de la Gare | Vote            | %               |
| --------------------------------- | --------------- | --------------- |
| Gérald Ranger (Sortant)           | Sans opposition | Sans opposition |

| Partis | Partis                 | Candidats district 2 - Les Boisées | Vote | %     |
| ------ | ---------------------- | ---------------------------------- | ---- | ----- |
|        | Ensemble Vert L'Avenir | Marie-Chantal Laberge              | 135  | 61,09 |
|        | Indépendant            | Sandra Longtin                     | 86   | 38,91 |

| Partis | Partis                 | Candidats district 3 - Bellevue | Vote | %     |
| ------ | ---------------------- | ------------------------------- | ---- | ----- |
|        | Indépendant            | Éric Pinard (Sortant)           | 135  | 61,09 |
|        | Ensemble Vert L'Avenir | Johanne Mongeau                 | 94   | 48,45 |

| Partis | Partis                 | Candidats district 4 - Les Riverains | Vote | %     |
| ------ | ---------------------- | ------------------------------------ | ---- | ----- |
|        | Ensemble Vert L'Avenir | Daniel Proulx                        | 109  | 57,37 |
|        | Indépendant            | Paul Leclaire (Sortant)              | 81   | 42,63 |

| Partis | Partis                 | Candidats district 5 - du Manoir | Vote | %     |
| ------ | ---------------------- | -------------------------------- | ---- | ----- |
|        | Ensemble Vert L'Avenir | Liette Lamarre                   | 154  | 68,75 |
|        | Indépendant            | Éric Parent                      | 70   | 31,25 |

| Partis | Partis                 | Candidats district 6 - Woodland | Vote | %     |
| ------ | ---------------------- | ------------------------------- | ---- | ----- |
|        | Indépendant            | Léon Leclerc                    | 98   | 50,26 |
|        | Ensemble Vert L'Avenir | Jacques Roy                     | 97   | 49,74 |

- Démission de Marie-Chantal Laberge, conseillère district 2 - Les Boisées, le 17 juillet 2023[1].

- Élection de Réjean Labrie au poste de conseiller district 2 - Les Boisées le 5 novembre 2023[2].

| Candidats district 2 - Les Boisées | Vote        | %           |
| ---------------------------------- | ----------- | ----------- |
| Réjean Labrie                      | 70          | 51,09       |
| Éric Parent                        | 67          | 48,91       |
| Chantal Ravenelle                  | Désistement | Désistement |
| Bulletins rejetés                  | 1           |             |
| Taux de participation              | 138 / 415   | 33,25       |

## Saint-Constant
|             | Élection (2017) | Dissolution (2021) | Élection (2021) |
| Maire       | Jean-Claude Boyer | Jean-Claude Boyer | Jean-Claude Boyer |
| Conseillers | David Lemelin André Camirand Gilles Lapierre Chantale Boudrias Sylvain Cazes Johanne Di Cesare Mario Perron Mario Arsenault | David Lemelin André Camirand Gilles Lapierre Chantale Boudrias Sylvain Cazes Johanne Di Cesare Mario Perron Mario Arsenault | David Lemelin André Camirand Gilles Lapierre Chantale Boudrias Sylvain Cazes Johanne Di Cesare Mario Perron Natalia Zuluaga Puyana |

| Partis | Partis                   | Candidats pour la mairie    | Vote            | %               |
| ------ | ------------------------ | --------------------------- | --------------- | --------------- |
|        | Équipe Jean-Claude Boyer | Jean-Claude Boyer (Sortant) | Sans opposition | Sans opposition |

| Partis | Partis                   | Candidats District 1    | Vote            | %               |
| ------ | ------------------------ | ----------------------- | --------------- | --------------- |
|        | Équipe Jean-Claude Boyer | David Lemelin (Sortant) | Sans opposition | Sans opposition |

| Partis | Partis                   | Candidats District 2     | Vote            | %               |
| ------ | ------------------------ | ------------------------ | --------------- | --------------- |
|        | Équipe Jean-Claude Boyer | André Camirand (Sortant) | Sans opposition | Sans opposition |

| Partis | Partis                   | Candidats District 3      | Vote            | %               |
| ------ | ------------------------ | ------------------------- | --------------- | --------------- |
|        | Équipe Jean-Claude Boyer | Gilles Lapierre (Sortant) | Sans opposition | Sans opposition |

| Partis | Partis                   | Candidats District 4         | Vote            | %               |
| ------ | ------------------------ | ---------------------------- | --------------- | --------------- |
|        | Équipe Jean-Claude Boyer | Chantale Boudrias (Sortante) | Sans opposition | Sans opposition |

| Partis | Partis                   | Candidats District 5    | Vote            | %               |
| ------ | ------------------------ | ----------------------- | --------------- | --------------- |
|        | Équipe Jean-Claude Boyer | Sylvain Cazes (Sortant) | Sans opposition | Sans opposition |

| Partis | Partis                   | Candidats District 6         | Vote            | %               |
| ------ | ------------------------ | ---------------------------- | --------------- | --------------- |
|        | Équipe Jean-Claude Boyer | Johanne Di Cesare (Sortante) | Sans opposition | Sans opposition |

| Partis | Partis                   | Candidats District 7   | Vote            | %               |
| ------ | ------------------------ | ---------------------- | --------------- | --------------- |
|        | Équipe Jean-Claude Boyer | Mario Perron (Sortant) | Sans opposition | Sans opposition |

| Partis | Partis                   | Candidats District 8      | Vote | %     |
| ------ | ------------------------ | ------------------------- | ---- | ----- |
|        | Équipe Jean-Claude Boyer | Natalia Zuluaga Puyana    | 409  | 54,03 |
|        | Indépendant              | Mario Arsenault (Sortant) | 348  | 45,97 |

## Saint-Isidore
|             | Élection (2017)                                                                      | Dissolution (2021)                                                                      | Élection (2021)                                                                         |
| Maire       | Sylvain Payant                                                                       | Sylvain Payant                                                                          | Sylvain Payant                                                                          |
| Conseillers | Martin Sauvé Jean-Denis Patenaude Dany Boyer Luc Charron Linda Marleau Marie Meunier | Pierrick Gripon Jean-Denis Patenaude Dany Boyer Luc Charron Linda Marleau Marie Meunier | Pierrick Gripon Jean-Denis Patenaude Dany Boyer Luc Charron Linda Marleau Marie Meunier |

| Candidats pour la mairie | Vote            | %               |
| ------------------------ | --------------- | --------------- |
| Sylvain Payant (Sortant) | Sans opposition | Sans opposition |

| Candidats conseiller #1   | Vote            | %               |
| ------------------------- | --------------- | --------------- |
| Pierrick Gripon (Sortant) | Sans opposition | Sans opposition |

| Candidats conseiller #2        | Vote            | %               |
| ------------------------------ | --------------- | --------------- |
| Jean-Denis Patenaude (Sortant) | Sans opposition | Sans opposition |

| Candidats conseiller #3 | Vote            | %               |
| ----------------------- | --------------- | --------------- |
| Dany Boyer (Sortant)    | Sans opposition | Sans opposition |

| Candidats conseiller #4 | Vote            | %               |
| ----------------------- | --------------- | --------------- |
| Luc Charron (Sortant)   | Sans opposition | Sans opposition |

| Candidats conseiller #5  | Vote | %     |
| ------------------------ | ---- | ----- |
| Linda Marleau (Sortante) | 309  | 67,91 |
| Alexis Pitre-Bergevin    | 146  | 32,09 |

| Candidats conseiller #6  | Vote            | %               |
| ------------------------ | --------------- | --------------- |
| Marie Meunier (Sortante) | Sans opposition | Sans opposition |

## Saint-Mathieu
|             | Élection (2017)                                                                                            | Dissolution (2021)                                                                                         | Élection (2021)                                                                                      |
| Maire       | Lise Poissant                                                                                              | Lise Poissant                                                                                              | Lise Poissant                                                                                        |
| Conseillers | Richard Fournier Nathalie Guilbert Lisette L'Esperance Richard Joannette Jean-Luc Dulude Jean-Yves Barbeau | Richard Fournier Nathalie Guilbert Lisette L'Esperance Richard Joannette Jean-Luc Dulude Jean-Yves Barbeau | Julie Blanchette Martine Monette Patrick Pépin Norman Lemieux Sabryna Barabé-Favreau Jean-Luc Dulude |

| Taux de participation :                | Taux de participation :                | Taux de participation :                | Taux de participation :                | Taux de participation :                | 66,7 % |
| Nombre de votes valides :              | Nombre de votes valides :              | Nombre de votes valides :              | Nombre de votes valides :              | Nombre de votes valides :              | 1 168  |
| Nombre de votes rejetées à la mairie : | Nombre de votes rejetées à la mairie : | Nombre de votes rejetées à la mairie : | Nombre de votes rejetées à la mairie : | Nombre de votes rejetées à la mairie : | 28     |
| Nombre d'électeurs inscrits :          | Nombre d'électeurs inscrits :          | Nombre d'électeurs inscrits :          | Nombre d'électeurs inscrits :          | Nombre d'électeurs inscrits :          | 1 793  |

| Partis | Partis               | Candidats pour la mairie                    | Vote | %     |
| ------ | -------------------- | ------------------------------------------- | ---- | ----- |
|        | Équipe Lise Poissant | Lise Poissant (Sortante)                    | 585  | 50,09 |
|        | Équipe des Citoyens  | Richard Fournier (Sortant d'un autre poste) | 583  | 49,91 |

| Partis | Partis               | Candidats conseiller #1 | Vote | %     |
| ------ | -------------------- | ----------------------- | ---- | ----- |
|        | Équipe des Citoyens  | Julie Blanchette        | 583  | 50,13 |
|        | Équipe Lise Poissant | Marc Fontaine           | 580  | 49,87 |

| Partis | Partis               | Candidats conseiller #2                         | Vote | %     |
| ------ | -------------------- | ----------------------------------------------- | ---- | ----- |
|        | Équipe des Citoyens  | Martine Monette                                 | 610  | 52,32 |
|        | Équipe Lise Poissant | Lisette L'Espérance (Sortante d'un autre poste) | 556  | 47,68 |

| Partis | Partis               | Candidats conseiller #3                      | Vote | %     |
| ------ | -------------------- | -------------------------------------------- | ---- | ----- |
|        | Indépendant          | Patrick Pépin                                | 397  | 34,34 |
|        | Équipe des Citoyens  | Michel Moore                                 | 396  | 34,26 |
|        | Équipe Lise Poissant | Richard Joannette (Sortant d'un autre poste) | 363  | 31,40 |

| Partis | Partis               | Candidats conseiller #4 | Vote | %     |
| ------ | -------------------- | ----------------------- | ---- | ----- |
|        | Équipe des Citoyens  | Norman Lemieux          | 602  | 51,67 |
|        | Équipe Lise Poissant | Jacques Côté            | 563  | 48,33 |

| Partis | Partis               | Candidats conseiller #5 | Vote | %     |
| ------ | -------------------- | ----------------------- | ---- | ----- |
|        | Équipe Lise Poissant | Sabryna Barabé-Favreau  | 597  | 51,47 |
|        | Équipe des Citoyens  | Yanko Desrosiers        | 563  | 48,53 |

| Partis | Partis               | Candidats conseiller #6                     | Vote | %     |
| ------ | -------------------- | ------------------------------------------- | ---- | ----- |
|        | Équipe Lise Poissant | Jean-Luc Dulude (Sortante d'un autre poste) | 623  | 53,25 |
|        | Équipe des Citoyens  | Claude Trudeau                              | 547  | 46,75 |

## Saint-Philippe
|             | Élection (2017)                                                                                  | Dissolution (2021)                                                                               | Élection (2021)                                                                               |
| Maire       | Johanne Beaulac                                                                                  | Johanne Beaulac                                                                                  | Christian Marin                                                                               |
| Conseillers | Manon-Josée D'Auteuil Martine Labelle Vincent Lanteigne Justin Gagné Sylvie Messier Dany Goyette | Manon-Josée D'Auteuil Martine Labelle Vincent Lanteigne Justin Gagné Sylvie Messier Dany Goyette | Nancy Pouliot Alain Fontaine Vincent Lanteigne Gabrielle Garand Émilie St-Onge Sylvie Messier |

| Taux de participation :                | Taux de participation :                | Taux de participation :                | Taux de participation :                | Taux de participation :                | 39,8 % |
| Nombre de votes valides :              | Nombre de votes valides :              | Nombre de votes valides :              | Nombre de votes valides :              | Nombre de votes valides :              | 2 170  |
| Nombre de votes rejetées à la mairie : | Nombre de votes rejetées à la mairie : | Nombre de votes rejetées à la mairie : | Nombre de votes rejetées à la mairie : | Nombre de votes rejetées à la mairie : | 31     |
| Nombre d'électeurs inscrits :          | Nombre d'électeurs inscrits :          | Nombre d'électeurs inscrits :          | Nombre d'électeurs inscrits :          | Nombre d'électeurs inscrits :          | 5 530  |

| Partis | Partis                                                   | Candidats pour la mairie   | Vote  | %     |
| ------ | -------------------------------------------------------- | -------------------------- | ----- | ----- |
|        | Alliance avenir Saint-Philippe - Équipe Christian Marin  | Christian Marin            | 1 090 | 50,23 |
|        | Indépendant                                              | Johanne Beaulac (Sortante) | 955   | 44,01 |
|        | Mouvement oser Saint-Philippe - Équipe Alexandre Poirier | Alexandre Poirier          | 125   | 5,76  |

| Partis | Partis                                                  | Candidats district #1 | Vote | %     |
| ------ | ------------------------------------------------------- | --------------------- | ---- | ----- |
|        | Alliance avenir Saint-Philippe - Équipe Christian Marin | Nancy Pouliot         | 187  | 51,94 |
|        | Indépendant                                             | Sylvain Morency       | 173  | 48,06 |

| Partis | Partis                                                  | Candidats district #2 | Vote | %     |
| ------ | ------------------------------------------------------- | --------------------- | ---- | ----- |
|        | Alliance avenir Saint-Philippe - Équipe Christian Marin | Alain Fontaine        | 284  | 60,55 |
|        | Indépendant                                             | Alexandre Lauzon      | 185  | 39,45 |

| Partis | Partis                                                  | Candidats district #3       | Vote | %     |
| ------ | ------------------------------------------------------- | --------------------------- | ---- | ----- |
|        | Indépendant                                             | Vincent Lanteigne (Sortant) | 208  | 50,36 |
|        | Alliance avenir Saint-Philippe - Équipe Christian Marin | Ginette Bazinet             | 205  | 49,64 |

| Partis | Partis                                                  | Candidats district #4 | Vote | %     |
| ------ | ------------------------------------------------------- | --------------------- | ---- | ----- |
|        | Indépendant                                             | Gabrielle Garand      | 231  | 65,63 |
|        | Alliance avenir Saint-Philippe - Équipe Christian Marin | Paul Tremblay         | 121  | 34,38 |

| Partis | Partis                                                  | Candidats district #5 | Vote | %     |
| ------ | ------------------------------------------------------- | --------------------- | ---- | ----- |
|        | Indépendant                                             | Émile St-Onge         | 133  | 51,95 |
|        | Alliance avenir Saint-Philippe - Équipe Christian Marin | Roxanne Marin         | 123  | 48,05 |

| Partis | Partis                                                  | Candidats district #6                      | Vote | %     |
| ------ | ------------------------------------------------------- | ------------------------------------------ | ---- | ----- |
|        | Indépendant                                             | Sylvie Messier (Sortante d'un autre poste) | 164  | 57,75 |
|        | Alliance avenir Saint-Philippe - Équipe Christian Marin | Sylvie D'Amour                             | 120  | 42,25 |

## Sainte-Catherine
|             | Élection (2017)                                                                           | Dissolution (2021)                                                                 | Élection (2021)                                                                          |
| Maire       | Jocelyne Bates                                                                            | Jocelyne Bates                                                                     | Jocelyne Bates                                                                           |
| Conseillers | Isabelle Morin Martin Gélinas Julie Rondeau Sylvain Bouchard Michel Béland Michel LeBlanc | Isabelle Morin Martin Gélinas Julie Rondeau Sylvain Bouchard Vacant Michel LeBlanc | Isabelle Morin Martin Gélinas Annick Latour Sylvain Bouchard Marie Levert Michel LeBlanc |

| Taux de participation :                | Taux de participation :                | Taux de participation :                | Taux de participation :                | Taux de participation :                | 33,2 % |
| Nombre de votes valides :              | Nombre de votes valides :              | Nombre de votes valides :              | Nombre de votes valides :              | Nombre de votes valides :              | 4 226  |
| Nombre de votes rejetées à la mairie : | Nombre de votes rejetées à la mairie : | Nombre de votes rejetées à la mairie : | Nombre de votes rejetées à la mairie : | Nombre de votes rejetées à la mairie : | 72     |
| Nombre d'électeurs inscrits :          | Nombre d'électeurs inscrits :          | Nombre d'électeurs inscrits :          | Nombre d'électeurs inscrits :          | Nombre d'électeurs inscrits :          | 12 962 |

| Partis | Partis                                                   | Candidats pour la mairie | Vote  | %     |
| ------ | -------------------------------------------------------- | ------------------------ | ----- | ----- |
|        | Parti de l'équipe Bates                                  | Jocelyne Bates           | 1 960 | 46,38 |
|        | Action Sainte-Catherine - Équipe Denis Huet              | Denis Huet               | 1 270 | 30,05 |
|        | Ensemble Sainte-Catherine - Équipe Carline Louis-Charles | Carline Louis-Charles    | 996   | 23,57 |

| Partis | Partis                                                   | Candidats district 1      | Vote | %     |
| ------ | -------------------------------------------------------- | ------------------------- | ---- | ----- |
|        | Parti de l'équipe Bates                                  | Isabelle Morin (Sortante) | 368  | 50,55 |
|        | Action Sainte-Catherine - Équipe Denis Huet              | Martine Leblanc           | 218  | 29,95 |
|        | Ensemble Sainte-Catherine - Équipe Carline Louis-Charles | Samuel Allman             | 142  | 19,51 |

| Partis | Partis                                                   | Candidats district 2        | Vote | %     |
| ------ | -------------------------------------------------------- | --------------------------- | ---- | ----- |
|        | Parti de l'équipe Bates                                  | Martin Gélinas (Sortant)    | 371  | 51,82 |
|        | Action Sainte-Catherine - Équipe Denis Huet              | Rock Caron                  | 201  | 28,07 |
|        | Ensemble Sainte-Catherine - Équipe Carline Louis-Charles | Reinelsy González Gutiérrez | 144  | 20,11 |

| Partis | Partis                                                   | Candidats district 3 | Vote | %     |
| ------ | -------------------------------------------------------- | -------------------- | ---- | ----- |
|        | Parti de l'équipe Bates                                  | Annick Latour        | 346  | 45,41 |
|        | Action Sainte-Catherine - Équipe Denis Huet              | Karine Trépanier     | 213  | 27,95 |
|        | Ensemble Sainte-Catherine - Équipe Carline Louis-Charles | Ketty Nice           | 203  | 26,64 |

| Partis | Partis                                                   | Candidats district 4       | Vote | %     |
| ------ | -------------------------------------------------------- | -------------------------- | ---- | ----- |
|        | Parti de l'équipe Bates                                  | Sylvain Bouchard (Sortant) | 361  | 48,20 |
|        | Action Sainte-Catherine - Équipe Denis Huet              | Cédric Dumberry            | 270  | 36,05 |
|        | Ensemble Sainte-Catherine - Équipe Carline Louis-Charles | Anne Gadoury               | 118  | 15,75 |

| Partis | Partis                                      | Candidats district 5 | Vote | %     |
| ------ | ------------------------------------------- | -------------------- | ---- | ----- |
|        | Parti de l'équipe Bates                     | Marie Levert         | 311  | 53,44 |
|        | Action Sainte-Catherine - Équipe Denis Huet | Stéphane Lévis       | 271  | 46,56 |

| Partis | Partis                                                   | Candidats district 6     | Vote | %     |
| ------ | -------------------------------------------------------- | ------------------------ | ---- | ----- |
|        | Parti de l'équipe Bates                                  | Michel Leblanc (Sortant) | 223  | 36,14 |
|        | Action Sainte-Catherine - Équipe Denis Huet              | France Gendron           | 208  | 33,71 |
|        | Ensemble Sainte-Catherine - Équipe Carline Louis-Charles | Pierre Drolet            | 186  | 30,15 |